# Questão das Irmãs da Caridade
Questão das Irmãs da Caridade é a designação pela qual ficou conhecida uma violenta e arrastada polémica mantida nos meios políticos portugueses entre 1858 e 1862 em torno da presença em Portugal de um grupo de freiras francesas da congregação das Filhas da Caridade de São Vicente de Paulo após a desclaustração de 1834 que na prática tornara ilegal a existência de conventos. Após causar a queda de dois governos (um do Partido Histórico, presidido pelo duque de Loulé; outro do Partido Regenerador, chefiado pelo duque da Terceira), a celeuma culminou na expulsão e embarque para França, a mando de um governo histórico presidido pelo duque de Loulé, a 9 de junho de 1862, das freiras daquela congregação que ao tempo estavam em Portugal.